# San José del Chincual
San José del Chincual är en ort i Mexiko.   Den ligger i kommunen Pénjamo och delstaten Guanajuato, i den centrala delen av landet, 300 km väster om huvudstaden Mexico City. San José del Chincual ligger 1 680 meter över havet och antalet invånare är 144.
Terrängen runt San José del Chincual är platt åt sydväst, men åt nordost är den kuperad. Runt San José del Chincual är det ganska tätbefolkat, med 104 invånare per kvadratkilometer. Närmaste större samhälle är La Piedad Cavadas, 14,1 km väster om San José del Chincual. Omgivningarna runt San José del Chincual är en mosaik av jordbruksmark och naturlig växtlighet.